# Sinyavino
Sinyavino (tiếng Nga: Синя́вино) là một khu dân cư kiểu đô thị của Liên bang Nga, thuộc huyện Kirovsky, tỉnh Leningrad. Dân số ước tính vào năm 2011 là 3.793 người.
Khu dân cư nằm cách Sankt Peterburg 58 kilômét (36 mi) về phía Đông và cách Kirovsk 8 kilômét (5,0 mi) cũng về phía Đông. Sinyavino tọa lạc ở gần đường cao tốc P-21 "Kola" (hay còn gọi là đường cao tốc M18) và cách nhà ga Petrokrepost 9 cây số về phía Đông Nam.
Trong quyền quản trị của khu dân cư Sinyavino có một khu làng gọi là Sinyavino II. Ở khu vực xung quanh có tổng cộng 15.000 khu vườn, chủ nhân của những khu vườn này chủ yếu là dân cư của các huyện Nevsky, Vasileostrovsky và Moskovsky của thành phố Sankt Peterburg. Vào mùa hè, "dân cư" tại những khu vực này có thể lên tới 30.000 người.

## Lịch sử
Làng Sinyavino tọa lạc trên điểm cao cùng tên lần đầu tiên được nhắc tới trong lịch sử vào thế kỷ 18, trong một sắc lệnh của Nga hoàng Pyotr Đại đế có nội dung «розданы под поселение российских крестьян» земли: Aleksey Naumovich Senyavin và Trung úy Hải quân Sergey Senyavin.
Vào năm 1928, tại khu đầm lầy Sinyavino cách bãi than bùn của ngôi làng không xa, 9 khu dân cư được Nhà nước Xô Viết tổ chức quy hoạch và xây dựng. Đến năm 1930 tất cả chúng được sáp nhập lại dưới một đơn vị hành chính là khu dân cư Sinyavino. Cùng năm đó, Sinyavino được cấp quy chế khu dân cư kiểu đô thị.
Trong cuộc chiến tranh giữ nước vĩ đại (1941-45), Sinyavino trở thành nơi giao chiến dữ dội giữa Hồng quân Liên Xô và quân xâm lược của phát xít Đức, dưới mưa đạn chiến tranh toàn bộ khu dân cư đã bị phá hủy hoàn toàn. Các trận chiến khốc liệt tại đầu cầu Nevsky Pyatachok trên bờ sông Neva và cao điểm Sinyavino đã lấy đi sinh mạng của 36 vạn binh sĩ. Sau chiến tranh, Sinyavino được xây dựng lại và tiếp tục tồn tại, phát triển đến ngày nay.

## Dân cư
Dưới đây là biểu đồ dân cư của Sinyavino từ năm 1949 tới năm 2011:

## Kinh tế
Cơ sở sản xuất chính của Sinyavino là nhà máy đóng hộp thịt và gia cầm Severnaya.

## Huy hiệu của Sinyavino
Huy hiệu của khu dân cư Sinyavino được chấp thuận bởi quyết định số 24 vào ngày 15 tháng 9 năm 2008 của Ủy ban Đại biểu Quốc phòng. Trưởng nhóm thiết kế huy hiệu là K. S. Bashkirova. Герб внесён в Государственный геральдический регистр РФ № 4372.
Mô tả: huy hiệu hình chữ nhật, nền trắng có sọc đỏ cắt ngang nhau hình chữ thập. Trên huy hiệu có biểu tượng hình chiếc mũ giáp kiểu Nga nằm đè lên hai thanh kiếm vàng bắt chéo nhau.

## Địa điểm du lịch đáng chú ý
- Đài tưởng niệm những binh sĩ tử trận trong Thế chiến thứ hai.
- Ở ngoại thành: đài tưởng niệm tại nơi phương diện quân Volkhov và phương diện quân Leningrad gặp nhau trong chiến dịch Tia Lửa, đài tưởng niệm giải phóng điểm cao Sinyavino, đài tưởng niệm tại nghĩa trang tập thể của những binh sĩ Liên Xô.
- Viện bảo tàng

## Hình ảnh

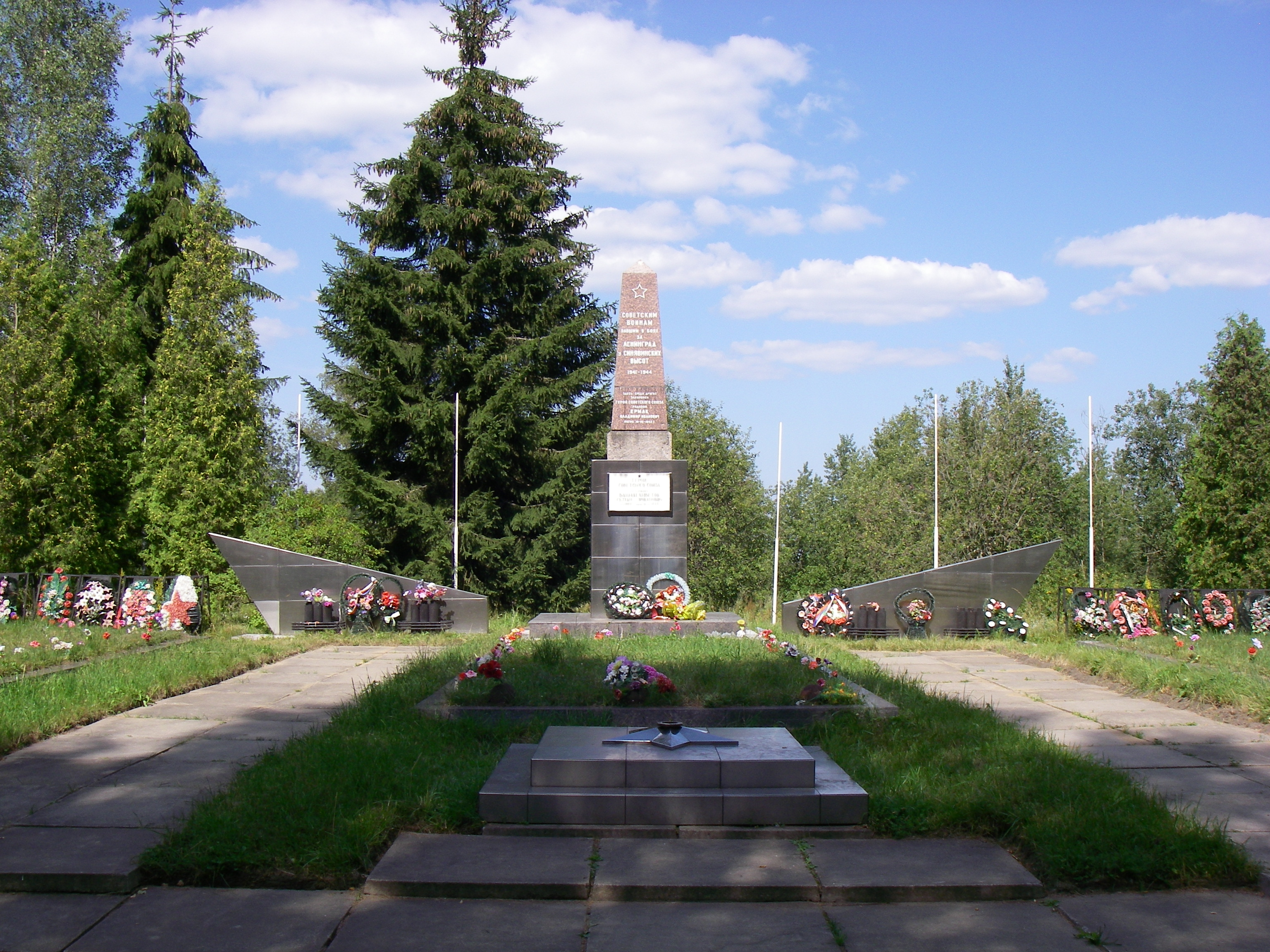
Đài tưởng niệm liệt sĩ.
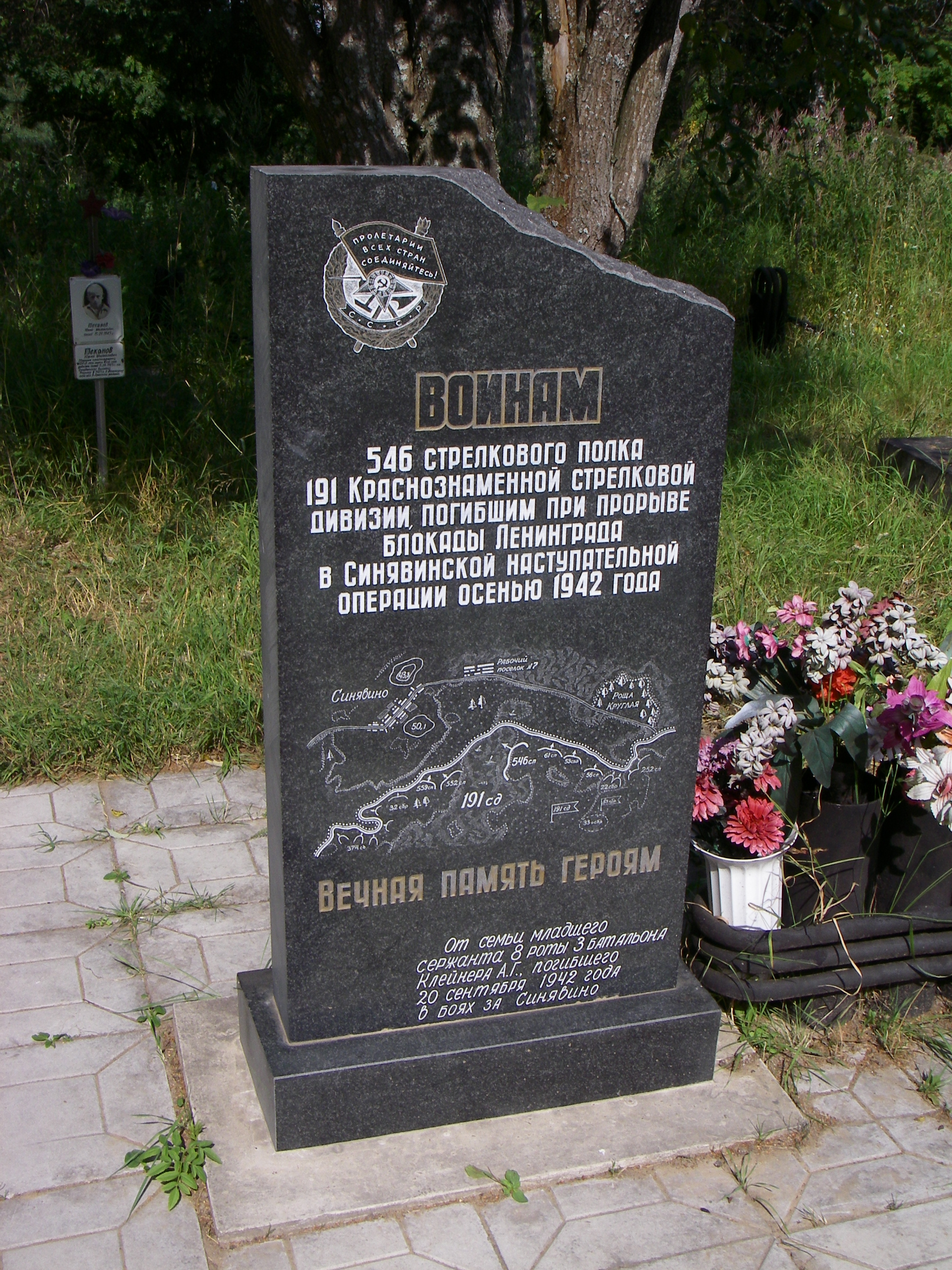
Đài tưởng niệm các chiến sĩ thuộc sư đoàn bộ binh số 546 và sư đoàn số 191.
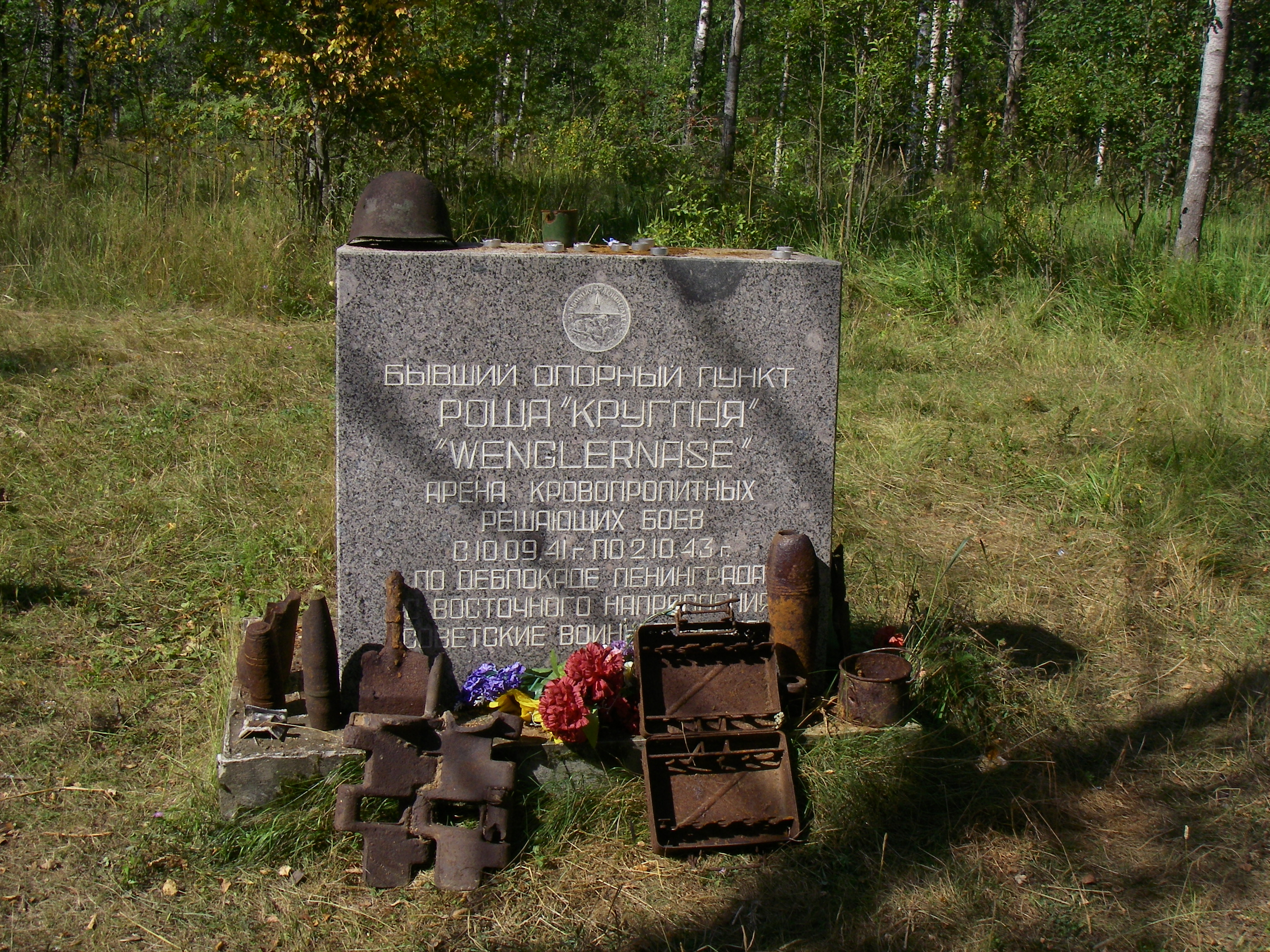
Đài tưởng niệm tại cứ điểm cũ «Kruglaya».